# Claudia Brücken
Claudia Brücken (7 de diciembre de 1963, en Berching, Baviera) es una cantante solista alemana y antigua miembro de los grupos Propaganda y Act.
Desde 1996 estuvo actuando con Paul Humphreys, miembro del grupo OMD, de manera anónima y, en 2004, con el nombre de Onetwo. También es cofundadora del sello discográfico There(There).

## Trayectoria musical

### Propaganda
En 1983 formó parte de la banda germana Propaganda, los cuales se trasladaron a Londres tras firmar con el sello ZTT Records. En 1984 y en 1985 alcanzaron el primer puesto del Top 30 con los sencillos Dr Mabuse y Duel. El 14 de febrero de 1985 se casó con el reportero musical y también cofundador de ZTT Paul Morley. En julio del mismo año publicaron su primer álbum: A Secret Wish, no sin discrepancias entre los integrantes del grupo debido a la relación de Brücke con el periodista y un contrato con la discográfica que consideraron papel mojado hasta que en 1986 el grupo abandonó el sello a la vez que la cantante dejó la banda para quedarse en ZTT.

### En Act y como solista
Posteriormente se uniría a Thomas Leer para formar Act, grupo que en 1988 lanzó su primer álbum titulado Laughter, Tears and Rage. En 1991, en solitario, lanzó al mercado el álbum Love: And a Million Other Things. De este último se publicaron dos sencillos: Absolut(e) y Kiss Like Ether. Durante los siguientes años se concentró principalmente en su maternidad tras tener una hija por lo que sus actuaciones fueron colaboraciones con otros artistas. 
En 1996 conoció a Paul Humphreys, miembro de OMD, mientras trabajaba en la publicación de su segundo trabajo en solitario. Actualmente los dos trabajan como compositores y viven juntos en Londres.

### Años 2000
A finales de 2000, Brücken y Humphreys realizaron una minigira por Estados Unidos siendo Salt Lake City el punto de partida. A lo largo de estas actuaciones interpretaron temas de OMD y Propaganda, además de canciones inéditas.
En 2005, el pianista Andrew Poppy colaboró con Brücken en el álbum Another Language. Más tarde pasaría a formar parte de Onetwo, con la cual, en 2007 publicaron su primer álbum. En 2011 grabó Combined con ocho pistas del álbum anterior y cuatro nuevas entre las que se incluye un dueto con Andy Bell.
El 11 de marzo de 2011 actuó en el Scala de Londres donde interpretó un repertorio variado de sus antiguas obras cuando aún era integrante de Propaganda y Act además de sencillos de Andrew Poppy, Onetwo y otras piezas como solista. El 23 de julio salió a la venta el CD/DVD del concierto bajo el título This Happened: Live at the Scala.
El 6 de noviembre de 2012 publicó The Lost Are Found, álbum recopilatorio de canciones perdidas de varios artistas: Pet Shop Boys, Julee Cruise y otros.
Para marzo de 2013 anunció una gira por el Reino Unido y otros conciertos por Alemania que fueron postpuestos.

## Discografía
| Fecha de lanzamiento    | Discográfica              | Artista                         | Título                             | Notas                              |
| ----------------------- | ------------------------- | ------------------------------- | ---------------------------------- | ---------------------------------- |
| 1985                    | ZTT Records               | Propaganda                      | A Secret Wish                      | Álbum                              |
| 1985                    | ZTT Records               | Propaganda                      | Wishful Thinking                   | Álbum de remezclas                 |
| 27 de agosto de 1985    | ZTT Records               | Glenn Gregory y Claudia Brücken | When Your Heart Runs Out Of Time   | Sencillo                           |
| 27 de junio de 1985     | ZTT Records               | Act                             | Laughter, Tears and Rage           | Álbum                              |
| 2 de 1991               | Island Records            | Claudia Brücken                 | Love: And a Million Other Things   | Álbum                              |
| 1991                    | London Records            | Jimmy Somerville                | The Singles Collection             | Run From Love                      |
| 1994                    | One Little Indian Records | Spirit Feel                     | Spirit Feel                        | Halleluhwah                        |
| 1996                    | Interpol                  | The Brain con Claudia Brücken   | I'll Find A Way                    | Sencillo                           |
| 1997                    | Landspeed Records         | Oceanhead con Claudia Brücken   | Eyemotion                          | Sencillo                           |
| 19 de febrero de 2002   | Hard:Drive                | Apoptygma Berzerk               | Harmonizer                         | Unicorn                            |
| 7 de abril de 2003      | Gang Go Music             | Blank & Jones                   | Relax                              | Unknown Treasure                   |
| 28 de junio de 2004     | There(There)              | Onetwo                          | Item                               | Cinco canciones (EP)               |
| 28 de marzo de 2005     | There(There)              | Andrew Poppy y Claudia Brücken  | Another Language                   | Álbum                              |
| 3 de octubre de 2005    | Sanctuary Records         | Andy Bell                       | Electric Blue                      | Love Oneself Delicious             |
| 26 de febrero de 2007   | There(There)              | Onetwo                          | Instead                            | Álbum                              |
| 17 de noviembre de 2008 | Soundcolours              | Blank & Jones                   | Chilltronica - a definition, No. 1 | Vocalista en la canción Don't Stop |
| 7 de febrero de 2011    | Salvo/Soulfood Music      | Claudia Brücken                 | Combined                           | Álbum recopilatorio                |
| 23 de julio de 2012     | There (There) Music       | Claudia Brücken                 | This Happened: Live at the Scala   | Directo                            |
| 6 de noviembre de 2012  | There (There) Music       | Claudia Brücken                 | The Lost Are Found                 | Álbum                              |
| 6 de octubre de 2014    | Cherry Red                | Claudia Brücken                 | Where Else…                        | Álbum                              |